# Monte Carlo Masters 2007 - Qualificazioni singolare
Le qualificazioni del singolare  del Monte Carlo Masters 2007 sono state un torneo di tennis preliminare per accedere alla fase finale della manifestazione. I vincitori dell'ultimo turno sono entrati di diritto nel tabellone principale. In caso di ritiro di uno o più giocatori aventi diritto a questi sono subentrati i lucky loser, ossia i giocatori che hanno perso nell'ultimo turno ma che avevano una classifica più alta rispetto agli altri partecipanti che avevano comunque perso nel turno finale.
Le qualificazioni del torneo Monte Carlo Masters  2007 prevedevano 28 partecipanti di cui 7 sono entrati nel tabellone principale.

## Teste di serie
1. Philipp Kohlschreiber (Qualificato)
2. Guillermo García López (ultimo turno)
3. Tejmuraz Gabašvili (Qualificato)
4. Michaël Llodra (primo turno)
5. Jan Hernych (primo turno)
6. Sergio Roitman (Qualificato)
7. Óscar Hernández (primo turno)

1. Igor' Kunicyn (ultimo turno)
2. Andreas Seppi (Qualificato)
3. David Guez (primo turno)
4. Stefano Galvani (ultimo turno)
5. Alejandro Falla (ultimo turno)
6. Andrei Pavel (Qualificato)
7. Ilija Bozoljac (ultimo turno)

## Qualificati
1. Philipp Kohlschreiber
2. Andreas Seppi
3. Tejmuraz Gabašvili
4. Federico Luzzi

1. Albert Portas
2. Sergio Roitman
3. Andrei Pavel

## Tabellone

### Legenda
| - Q = Qualificato - WC = Wild card - LL = Lucky loser | - ALT = Alternate - SE = Special Exempt - PR = Protected Ranking | - w/o = Walkover - r = Ritirato - d = Squalificato |

### Sezione 1
|  | Primo turno | Primo turno           | Primo turno           | Primo turno | Primo turno |  |  | Ultimo turno | Ultimo turno          | Ultimo turno          | Ultimo turno | Ultimo turno |  |
|  |             |                       |                       |             |             |  |  |              |                       |                       |              |              |  |
|  | 1           | Philipp Kohlschreiber | Philipp Kohlschreiber | 6           | 6           |  |  |              |                       |                       |              |              |  |
|  |             | Robin Vik             | Robin Vik             | 3           | 3           |  |  | 1            | Philipp Kohlschreiber | Philipp Kohlschreiber | 6            | 6            |  |
|  | 14          | Ilija Bozoljac        | Ilija Bozoljac        | 6           | 6           |  |  | 14           | Ilija Bozoljac        | Ilija Bozoljac        | 1            | 4            |  |
|  |             | Paolo Lorenzi         | Paolo Lorenzi         | 4           | 2           |  |  |              |                       |                       |              |              |  |

### Sezione 2
|  | Primo turno | Primo turno            | Primo turno            | Primo turno | Primo turno |  |  | Ultimo turno | Ultimo turno           | Ultimo turno           | Ultimo turno | Ultimo turno |  |
|  |             |                        |                        |             |             |  |  |              |                        |                        |              |              |  |
|  | 2           | Guillermo García López | Guillermo García López | 6           | 6           |  |  |              |                        |                        |              |              |  |
|  |             | George Bastl           | George Bastl           | 2           | 2           |  |  | 2            | Guillermo García López | Guillermo García López | 3            | 3            |  |
|  | 9           | Andreas Seppi          | 7                      | 1           | 6           |  |  | 9            | Andreas Seppi          | Andreas Seppi          | 6            | 6            |  |
|  |             | Gorka Fraile           | 5                      | 6           | 4           |  |  |              |                        |                        |              |              |  |

### Sezione 3
|  | Primo turno | Primo turno        | Primo turno | Primo turno | Primo turno |  |  | Ultimo turno | Ultimo turno       | Ultimo turno | Ultimo turno | Ultimo turno |  |
|  |             |                    |             |             |             |  |  |              |                    |              |              |              |  |
|  | 3           | Tejmuraz Gabašvili | 6           | 3           | 6           |  |  |              |                    |              |              |              |  |
|  |             | Thomas Drouet      | 3           | 6           | 4           |  |  | 3            | Tejmuraz Gabašvili | 3            | 6            | 6            |  |
|  |             | David Guez         | 6           | 4           | 6           |  |  |              | David Guez         | 6            | 1            | 2            |  |
|  | 10          | Alessio Di Mauro   | 4           | 6           | 3           |  |  |              |                    |              |              |              |  |

### Sezione 4
|  | Primo turno | Primo turno     | Primo turno     | Primo turno | Primo turno |  |  | Ultimo turno | Ultimo turno    | Ultimo turno | Ultimo turno | Ultimo turno |  |
|  |             |                 |                 |             |             |  |  |              |                 |              |              |              |  |
|  |             | Federico Luzzi  | Federico Luzzi  | 6           | 6           |  |  |              |                 |              |              |              |  |
|  | 4           | Michaël Llodra  | Michaël Llodra  | 2           | 4           |  |  |              | Federico Luzzi  | 6            | 4            | 6            |  |
|  | 11          | Stefano Galvani | Stefano Galvani | 6           | 6           |  |  | 11           | Stefano Galvani | 3            | 6            | 2            |  |
|  |             | Fabio Fognini   | Fabio Fognini   | 2           | 3           |  |  |              |                 |              |              |              |  |

### Sezione 5
|  | Primo turno | Primo turno       | Primo turno | Primo turno | Primo turno |  |  | Ultimo turno | Ultimo turno    | Ultimo turno | Ultimo turno | Ultimo turno |  |
|  |             |                   |             |             |             |  |  |              |                 |              |              |              |  |
|  |             | Albert Portas     | 4           | 7           | 4           |  |  |              |                 |              |              |              |  |
|  | 5           | Jan Hernych       | 6           | 65          | 1r          |  |  |              | Albert Portas   | 6            | 6            | 6            |  |
|  | 12          | Alejandro Falla   | 6           | 2           | 6           |  |  | 12           | Alejandro Falla | 4            | 7            | 3            |  |
|  |             | Marcel Granollers | 3           | 6           | 3           |  |  |              |                 |              |              |              |  |

### Sezione 6
|  | Primo turno | Primo turno            | Primo turno | Primo turno | Primo turno |  |  | Ultimo turno | Ultimo turno   | Ultimo turno   | Ultimo turno | Ultimo turno |  |
|  |             |                        |             |             |             |  |  |              |                |                |              |              |  |
|  | 6           | Sergio Roitman         | 7           | 2           | 7           |  |  |              |                |                |              |              |  |
|  |             | Jean-René Lisnard      | 64          | 6           | 5           |  |  | 6            | Sergio Roitman | Sergio Roitman | 6            | 6            |  |
|  | 8           | Igor' Kunicyn          | 6           | 3           | 6           |  |  | 8            | Igor' Kunicyn  | Igor' Kunicyn  | 3            | 3            |  |
|  |             | Édouard Roger-Vasselin | 3           | 6           | 3           |  |  |              |                |                |              |              |  |

### Sezione 7
|  | Primo turno | Primo turno       | Primo turno       | Primo turno | Primo turno |  |  | Ultimo turno | Ultimo turno   | Ultimo turno   | Ultimo turno | Ultimo turno |  |
|  |             |                   |                   |             |             |  |  |              |                |                |              |              |  |
|  |             | Jérôme Haehnel    | Jérôme Haehnel    | 6           | 7           |  |  |              |                |                |              |              |  |
|  | 7           | Óscar Hernández   | Óscar Hernández   | 4           | 65          |  |  |              | Jérôme Haehnel | Jérôme Haehnel | 3            | 62           |  |
|  | 13          | Andrei Pavel      | Andrei Pavel      | 6           | 6           |  |  | 13           | Andrei Pavel   | Andrei Pavel   | 6            | 7            |  |
|  |             | Jonathan Eysseric | Jonathan Eysseric | 3           | 2           |  |  |              |                |                |              |              |  |